# 黒い島のひみつ
『黒い島のひみつ』（くろいしまのひみつ、フランス語: L'Île noire）は、ベルギーの漫画家エルジェによる漫画（バンド・デシネ）、タンタンの冒険シリーズの7作目である。ベルギーの保守紙『20世紀新聞』（Le Vingtième Siècle）の子供向け付録紙『20世紀子ども新聞』（Le Petit Vingtième）にて1937年4月から1938年6月まで毎週連載されていた。当初はモノクロであったが、1943年に著者本人によってカラー化された。ベルギー人の少年タンタンが愛犬スノーウィと共に、謎の飛行機事件に巻き込まれ、その真相の調査のため、イギリスへ向かう。最終的に犯人一味を追って、スコットランドにて、人食いの化け物が住まうという孤島「黒島」の謎を暴いて偽札製造団を壊滅させる。
当初、ナチスドイツの拡張主義を風刺することをテーマに東欧を舞台とした作品を構想していたエルジェであったが、一旦後回しにしてイギリスを舞台にした物語に着手した（東欧での冒険は次作『オトカル王の杖』で描かれる）。推理小説のような巧みなプロットとイギリスという舞台はシリーズでも屈指の人気を誇ったが、一方で批評家の間では批判意見もまま見られた。
1943年、他の初期作品と並んでリーニュクレールの画風でカラー作品として描き直された。後に英語版の刊行にあたってイギリスの出版社より、イギリスの描写の修正を要求され、これを受けて1966年に再リメイク版が刊行された。また、1956年のアニメ『エルジェのタンタンの冒険』及び、1991年にはカナダのアニメーション製作会社のネルバナとフランスのEllipseによるテレビアニメシリーズ『タンタンの冒険』において映像化されている。
日本語版は1968年に主婦の友社から『ブラック島探険』として、1983年に福音館書店から『黒い島のひみつ』として出版された。後者は全24巻となる「タンタンの冒険旅行」シリーズの第1作目であった。

## あらすじ
ベルギーの片田舎を散歩していたタンタンは、一台の軽飛行機が不時着する現場に出くわす。その飛行機に不審感を抱きつつ、パイロットを助けようと声を掛けると、突然、彼に拳銃で撃たれ意識を失う。病室で目を覚ましたタンタンは、訪ねてきた旧知のインターポールの刑事デュポンとデュボンから、タンタンを撃った飛行機は、その後飛び立ったが、イングランドのサセックスで墜落したと教えられる。タンタンはこの一件を調査することを決意する。
イギリス・ドーバー行きのフェリーに乗るため、港湾都市オーステンデに向かう列車の中で、タンタンは同乗していた怪しい男ロンゾフによって暴行と強盗の濡れ衣を着せられてしまう。居合わせたデュポンとデュボンに逮捕されるが、隙を見て逃げ出し、何とかイギリスへとたどり着く。しかし、再び男たちに襲われ、殺されかける。愛犬スノーウィの活躍で助かり、やがてサセックスの墜落現場に到着すると現場を調べる。そこでパイロットのジャケットから破れたメモを見つけ、その情報から精神病院を経営するドイツ人のJ. W. ミュラー博士の邸宅にたどり着く。ミュラーは何らかの悪事に関わっており、タンタンを捕らえて始末しようとする。しかし偶然から屋敷が火事になったことでミュラーらは逃げ出し、燃える室内に閉じ込められたタンタンであったが、到着した消防隊に救助される。
翌朝、焼け跡を調べるタンタンは、庭で謎の電気ケーブルと赤いサーチライトを見つける。これが飛行機に対する合図だと気づいたタンタンは、夜中に装置を作動させる。やってきた飛行機は、合図を見て大きな布袋を落として去り、タンタンがその中身を調べると、それは精巧にできた偽札の束であった。ミュラーらの正体が偽札製造団だと気づいたタンタンは、彼らの行方を追い、何度も近接するが、すんでのところで取り逃がしてしまう。ミュラーらは北上し、最終的には軽飛行機でスコットランドへ逃れる。自分を捕まえに来たデュポンとデュボンを説得し、共に追跡するタンタンであったが、途中で2人とははぐれてしまった上に、乗った小型飛行機は嵐によってスコットランドの田舎に墜落してしまう。
親切な農民からボロボロになった衣服の代わりにキルトを貰ったタンタンは、キルトッホという村に着く。そのパブにて、上陸した人間を食ってしまう化け物が住むという、村の沖合にある孤島・黒島の話を聞く。村の漁師は島に行くことを拒否するため、仕方なくタンタンはボートを買い取り、現地へ向かう。島に到着したタンタンは、探索中に一匹のゴリラに襲われ、ボートも無くしてしまい帰る足を失う。やがて、島にある廃城がロンゾフ率いる偽札製造団のアジトだと判明し、また上陸後に出くわしたゴリラは、彼らがランコーと名付け、島から人を遠ざけるために放し飼いにしている化け物の正体だとわかる。タンタンは無線で島外に助けを求めつつ、犯人一味を格闘の末に倒し、到着した警官隊によってロンゾフやミュラーらは逮捕される。一方、ランコーは、タンタンとの格闘の最中に腕を骨折してしまい、大人しくなっていた。不憫に思ったタンタンの計らいにより、ランコーはグラスゴーの動物園に引き取られた。

## 登場人物
タンタン好奇心旺盛な少年記者。軽飛行機の墜落事故に遭遇して事件を調べ始める。
スノーウィ白いフォックス・テリアでタンタンの相棒。怖がりなところがある。
デュポンとデュボン血縁はないが双子のようにそっくりなインターポールの刑事コンビ。
ロンゾフ長いあごひげの男。黒島に拠点を持つ国際的ニセ札偽造団の黒幕。
J. W. ミュラーやぎひげの男。精神科医でロンゾフの部下。悪辣な人物で、ニセ札事件が解決した後もたびたびタンタンの敵となる。
イワンロンゾフの部下で運転手役。

## 歴史

### 執筆背景

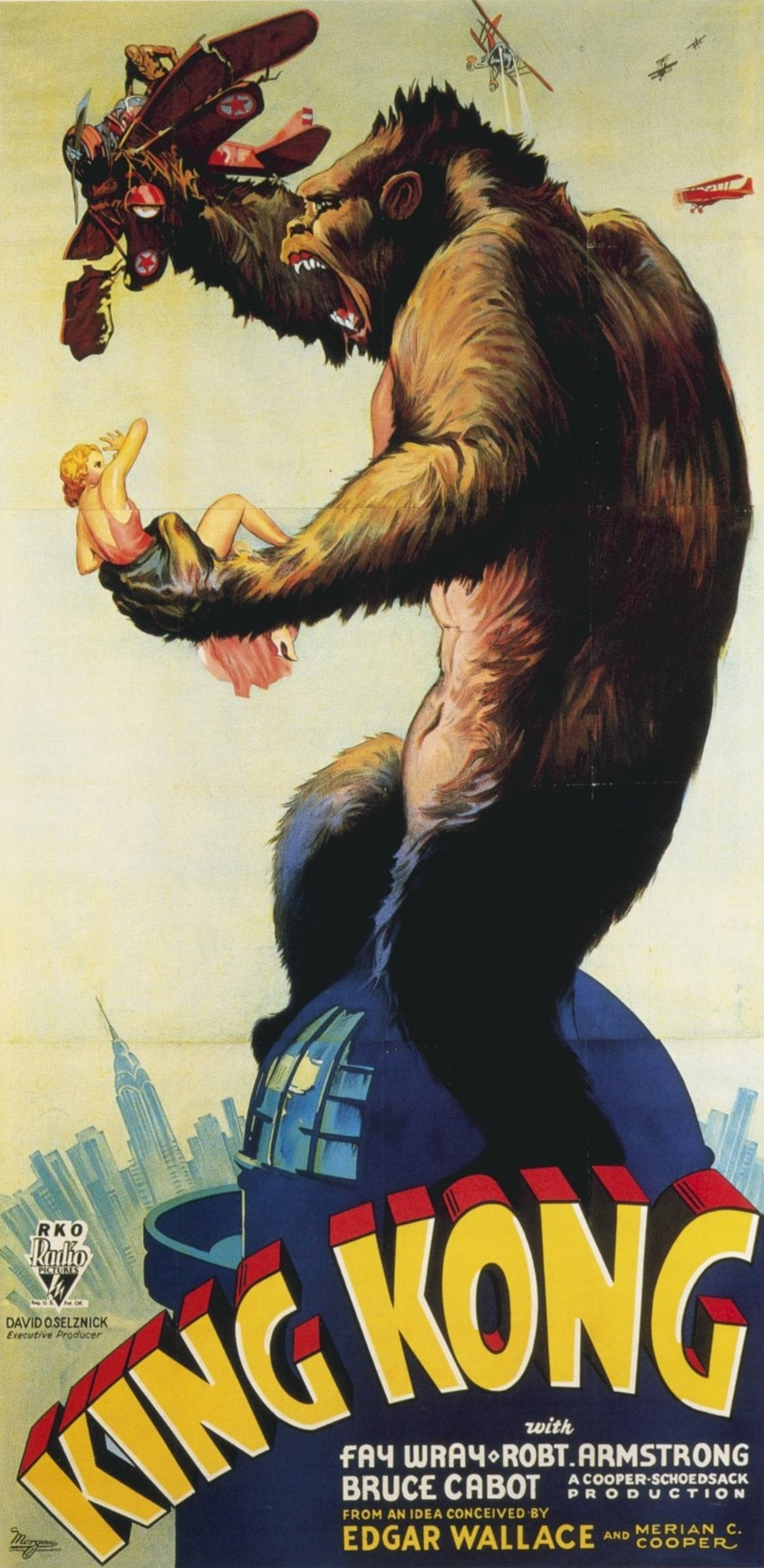
1933年の映画『キング・コング』のポスター。本作に登場したゴリラのランコーは、このキングコングに影響を受けた。

作者のエルジェ（本名：ジョルジュ・レミ）は、故郷ブリュッセルにあったローマ・カトリック系の保守紙『20世紀新聞』（Le Vingtième Siècle）で働いており、同紙の子供向け付録紙『20世紀子ども新聞』（Le Petit Vingtième）の編集とイラストレーターを兼ねていた。1929年、エルジェの代表作となる、架空のベルギー人の少年記者・タンタンの活躍を描く『タンタンの冒険』の連載が始まった。初期の3作は社長で教会のアベであったノルベール・ヴァレーズによってテーマと舞台が決められていた。その後、ヴァレーズは解任され、エルジェは一時は辞職も考えたが、好条件の昇給で引き留められ、引き続き『20世紀子ども新聞』でタンタンを続けることとなった。
第7作目となった本作は、当初ナチスドイツの拡張主義を風刺する物語を構想していた。
しかし、白い景色や雪に埋もれた車の夢を見て、次は北方を舞台とすることを思いつき、ナチスの風刺作品（後の『オトカル王の杖』）は一旦脇において、とりあえずグリーンランドやクロンダイクを候補地とした。
この結果として本作『黒い島のひみつ』が製作されることになったが、旅の最北地はスコットランド止まりとなり、雪に埋もれた車のアイデアはグリーティングカードに転用された。
また、当初構想では、今度の敵をヨーロッパの象徴的な建物を破壊する無政府主義者の集団とするアイデアもあったが、見送られた。
今作の大部分をイギリスで展開することを決めたエルジェは、同地をよく知るために、ロンドンや南部の海岸地をごく短期間訪れた。この旅行中に購入したジロット社のステンレス製ペン「Inqueduct G-2」は、その後、生涯にわたって使い続けることとなった。
エルジェはイギリスを肯定的に描いたが、これは幼少期から親英家だった影響もある。イギリスは1831年のベルギー独立を支援し、第一次世界大戦におけるドイツからのベルギー解放にも貢献した、歴史的な友好国であった。
本作は当初の構想から大きな変更を伴ったものの、悪役としてドイツ人のミュラー博士を登場させることで、一定の反独感情は残している。ミュラーはその後シリーズにたびたび顔を見せることになる。
偽札製造は当時話題となっていた題材であり、偽札製造者であるミュラーのモデルは、ナチス政権を支持したスコットランドの贋作者ゲオルグ・ベルである。エルジェは、急進派雑誌『La Crapouillot』1934年2月号の記事でルーブル紙幣の偽造によってソ連経済に打撃を与えようとした彼のことを知った。
ミュラーの手下たちにはイワンなど、ロシア人を示唆する名前が与えられている。
悪党が迷信を流布することでアジトを秘匿するという手法は、よくある物語の型であり、『タンタン ソビエトへ』でも見られたものであった。
ゴリラのランコーは、当時、大きな話題のあった、映画『キングコング』（1933年）の巨大猿キングコングと、ネス湖のネッシーがモデルになっている。
また、ガストン・ルルーによる1911年の著作、及びその1913年の映画に登場したゴリラのBalaooもモデルの可能性がある。
また、プロットとテーマは、アルフレッド・ヒッチコックの1935年の映画『三十九夜』からも影響を受けている。この映画は、ジョン・バカンの1915年の冒険小説『三十九階段』を映画化したものであった。

### オリジナル版（1937年-1938年）
本作は1937年4月15日から1938年6月16日まで『20世紀子ども新聞』紙上で連載された。
また、1938年4月17日にはフランスのカトリック系紙『Cœurs Vaillants』にも連載された。
そして完結後の1938年にカステルマン社より、『L'Île noire（黒い島）』と改題して、書籍版が出版された。
ただ、特に表紙に自分の名前が載っていなかったなど、この書籍版は全般的に誤りが含まれていたためにエルジェにとって不満の残るものであった。
オリジナル版時点で、作中にテレビが登場したことは多くの読者を驚かせた。イギリスでは英国放送協会（BBC）が試験放送を開始したばかりの時期であり、ベルギーにテレビが導入されるのは1955年のことであった。

### カラー化（1943年）と再リメイク版（1966年）
1940年代から1950年代にかけてエルジェの人気が高まると、エルジェはスタジオのチームと共に、今までのモノクロ版をカラーにリニューアルする作業に着手した。このころまでにエルジェはリーニュクレールの技法を発展させていたため、初期作はその画風に合わせて描き替えられた。本作は1943年にカステルマン社より当初の124ページから60ページのボリュームに変更されて刊行された。
カラー化に際し、彩色以外にも大きな改変を伴った過去作とは異なり、本作では大きな内容の変更はなかったが、テレビが未だモノクロしかなかった時代に、カラーテレビとして描き直されている。
1960年代の頭に、イギリスの出版社であるメシュエンは、イギリス市場向けにタンタンシリーズの輸入・翻訳を企画した。この時、イギリスを舞台にした本作について、イギリス人の読者は、その不正確で時代遅れな部分を気にすると考え、メシュエンは131の訂正箇所をリストアップし、エルジェに修正依頼を行った。
他にも、（当時として）直近の作品にあたる『月世界探険』（1954年）や『ビーカー教授事件』（1956年）などと比べて20年以上前に出版された本作が古臭く感じられてしまうことも念頭にあった。
当時のエルジェは、第22作目『シドニー行き714便』の制作に追われており、同時代のイギリスの社会や文化を調査する時間はなかった。そこで、アシスタントのボブ・ド・ムーアを、1961年10月に現地に派遣し、彼はベイトマンズやドーバーの白い崖（ホワイト・クリフ）を訪れ、また衣服や建築物について観察した。
さらにド・ムーアは、正確な描写のために実物の制服も手に入れようとし、イギリス警察より制服を貸与してもらうことに成功したが、一方でイギリス国鉄への鉄道員服の依頼は社員に怪しまれ、拒否された。

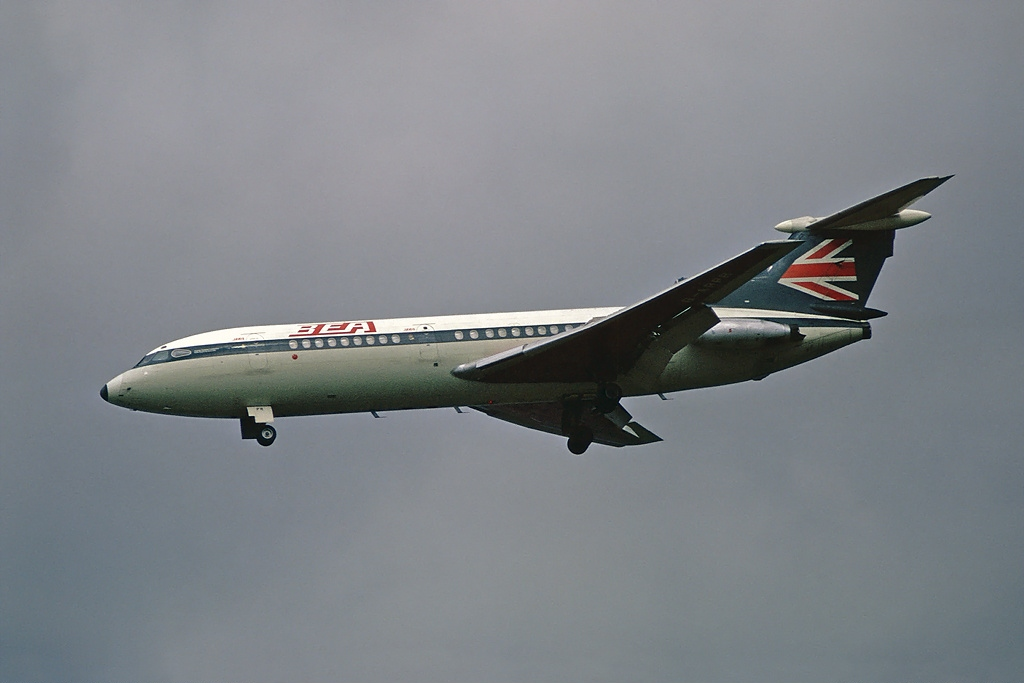
1965年版に登場した英国欧州航空ホーカー・シドレー トライデントの実物写真。

この再リメイク版は1965年6月から12月まで当時のシリーズ掲載誌であった『タンタン・マガジン』誌に連載され、1966年にカステルマンから書籍版が出版された。
スタジオは、ド・ムーアの取材結果をもとに絵に多くの変更を行ったが、ほとんどはスタッフによって行われ、エルジェ本人が担当した部分はキャラクターだけであった。
登場人物たちの衣服は再リメイク版当時のものに一新され、警官は銃を携帯していないように直された。列車は、蒸気機関車から、近代的なディーゼル車や電車に置き換えられ、本作に登場した様々な飛行機もスタジオのロジャー・ルルーによってそれぞれ描き直された。パーシヴァル プレンティス、チップマンク、セスナ 150、タイガー・モス、英国欧州航空ホーカー・シドレー トライデントなどであり、これらは当時主流の機体であった。
既に西欧ではテレビが普及していたがために、「It's a television set!（テレビじゃないか！）」というセリフは「It's only a television set!（なんだテレビか！）」に置き換えられた。ただ、当時のイギリスではまだカラーテレビが普及しておらず、モノクロテレビに戻った。
また、タンタンが発見した偽札は1ポンドから5ポンド紙幣になった。
他の修正点としては登場する地名などの固有名詞が変更され、パドルコム（Puddlecombe）はリトルゲートに、イーストベリーはイーストダウンに、終盤に登場するパブの店名は「イェ・ドルフィン（Ye Dolphin）」から「ザ・キルトッホ・アームズ（The Kiltoch Arms）」になった。
タンタンのセリフが穏やかなものに修正されている箇所もあり、犯人一味の2人に拳銃を突きつけるシーンでは、オリジナルが「One more step and you're dead!（一歩でも動いてみろ、お前は死ぬぞ）」だったのに対し、「Get back! And put up your hands!（近づくな！　手を上げろ！）」に修正されている。
些細な点としては、作中に登場したウィスキーの広告は、オリジナル版では実在するブランドであるジョニー・ウォーカーであったが、リメイク版では架空の「ロッホ・ローモンド」に変わり、11ページにはサセックス郡議会の標識が追加された。
また、本来は1963年の『カスタフィオーレ夫人の宝石』で初登場した2人の記者クリストファーとマルコが、一部シーンの背景に描き加えられている。

### その後の出版歴
カステルマン社は、1980年に、エルジェ全集の一環としてオリジナルのモノクロ版を出版した。
その後、さらに1986年にオリジナル版を復刻し、1996年には1943年の旧カラー版の復刻版も出版した。

### 日本語版
日本では1968年に阪田寛夫の訳で主婦の友社から「ぼうけんタンタン」シリーズとして本作（『ブラック島探検』）を含む3冊が刊行された。その後福音館書店から原書全24作が「タンタンの冒険旅行」というシリーズ名で川口恵子によって全訳された。当初は原書の刊行順と無関係な順番で出版されており、1983年の本作がシリーズ第1作であった。1966年の改訂版が底本となっていた。福音館版は漫画というより絵本として位置づけられており、特に本作は息の長いロングセラーとなっている。2011年に映画『タンタンの冒険/ユニコーン号の秘密』が公開されるとシリーズ全巻のペーパーバック普及版が刊行された。

## 書評と分析
ハリー・トンプソンは、イギリスの描写は「少し変（little quaint）」ではあるものの、エルジェが持っていた「一度も疑われたことのない、イギリス人への敬意」が本作には表現されているとしている。
また、芸術面でもコメディ面でも「前作を凌駕している」と評し、「最も人気のあるタンタンの物語の1つである」と述べている。
また、荒唐無稽なドタバタ劇は「1920年代のタンタンの最後の輝き」を見いだせるとしつつ、1966年版を「素晴らしい作品であり、最も美しく描かれたタンタンの1作である」と評している。
マイケル・ファーは本作の「特筆すべきクオリティと、特別な人気の高さ」について言及している。
ファーは、オリジナル版において多くの飛行機と、またテレビが登場したことはエルジェの革新性とモダニズムへの関心の表れを示していると指摘した。
また、1943年版と1966年版の違いについても言及し、後者は1960年代のスタジオ・エルジェの芸術的才能を「強く代表するもの」と評しつつ、オリジナルにあった「自然さと詩情」が「やたら詳細で、騒々しいほど正確な」イラストに取って代わられ、作品のクオリティが落ちてしまったとも述べている。
Jean-Marc Lofficier と Randy Lofficierは、本作を「巧妙な（clever）リトル・スリラー」と評し、当時盛況であった探偵小説との共通点が多いとしている。ただ、1966年版については「見栄えが良くなった（slickness）」ものの、雰囲気を感じさせなくなったとし、5点満点中2点とした。
エルジェの伝記を書いたブノワ・ペータースは、本作を「純粋な探偵小説」とし、偽造団や飛行機、テレビといった現代要素に、迷信や古城の謎を対比させ、「驚くほどよく構成されている」と評した。
また、デュポンとデュボンが絶好調であるように、「ツイストとターンに満ちたアドベンチャー」と評した。
一方で、1966年版は以前の版より「魅力に欠ける」とも評している。
特に「近代化という名目で、本当の大虐殺が起こった」と述べ、「新しい『黒い島』は単なる失敗作ではなく、[何度も描き直すことに執着するという] エルジェ・システムの限界の1つを示したのだ」と強く批判した。

## 翻案
1957年にブリュッセルのアニメーションスタジオ、ベルヴィジョン・スタジオによる『エルジェのタンタンの冒険』においてアニメ化された（日本語版は『チンチンの冒険』）。1話5分、全6話構成のモノクロ作品であり、原作からはかなり改変がなされていた。
1991年から1992年に掛けて放映されたカナダのアニメーション製作会社のネルバナとフランスのEllipseによる『タンタンの冒険』（Les Aventures de Tintin）において映像化された。
1992年、イギリスのBBCのラジオ局Radio 5にて、ラジオドラマとして放送された。プロデューサーはジョン・ヨーク、タンタンの声をリチャード・ピアース、スノーウィをアンドリュー・サックスが担当した。
2010年3月19日、イギリスのテレビ局チャンネル4は、『ドム・ジョリーと黒い島』と題するドキュメンタリーを放映した。この番組では、タンタンに扮したコメディアンのドム・ジョリーが、オステンドからサセックス、最後にスコットランドと、本作におけるタンタンの旅路を追体験するというものであった。ティム・ダウリングは、ガーディアン紙におけるこの番組のレビューにおいて「この番組は楽しくもあり、魅力的でもあり、世界中のタンタンファンへのささやかな贈り物だ。ただし、タンタン研究家（Tintinologist）は新しいことをあまり学べないかもしれない」とコメントしている。